# Roger De Sá
Rogério Paulo Cesar De Sá, detto Roger (Maputo, 2 ottobre 1964) è un allenatore di calcio ed ex calciatore sudafricano di origini mozambicane e portoghesi, di ruolo portiere.

## Carriera

### Club
Ha sempre giocato e allenato nel campionato sudafricano.

### Nazionale
Ha collezionato una sola presenza con la maglia della propria Nazionale ma ha conquistato, nel 1996, una Coppa d'Africa.

## Palmarès

### Giocatore

#### Nazionale
- Coppa d'Africa: 1

Sudafrica 1996

### Allenatore

#### Competizioni nazionali
- Coppa del Sudafrica: 1

Bidvest Wits: 2009-2010